# Place Sarrail
La place Sarrail est un carrefour situé à Courbevoie.

## Situation et accès
La place est située à l'intersection de la rue Edgar-Quinet, de l'avenue de la Liberté, de l'avenue Pasteur, de la rue Séverine et de la rue Jean-Moulin.
Un souterrain et une passerelle permettent d'accèder à la place de la Gare, de l'autre côté de la ligne de Paris-Saint-Lazare à Saint-Germain-en-Laye.

## Origine du nom

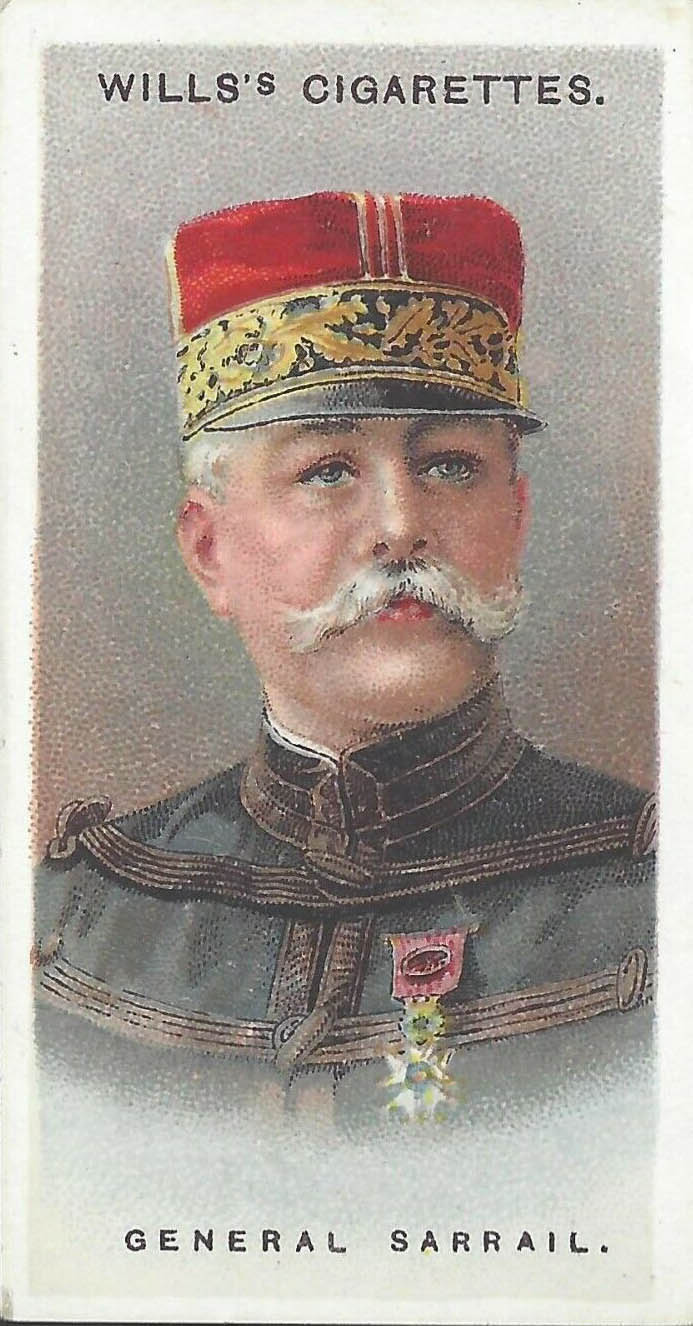
Le général Sarrail (image à collectionner).

La place rend hommage à Maurice Sarrail (1856-1929), militaire français, l’un des chefs français lors de la Grande Guerre.

## Historique

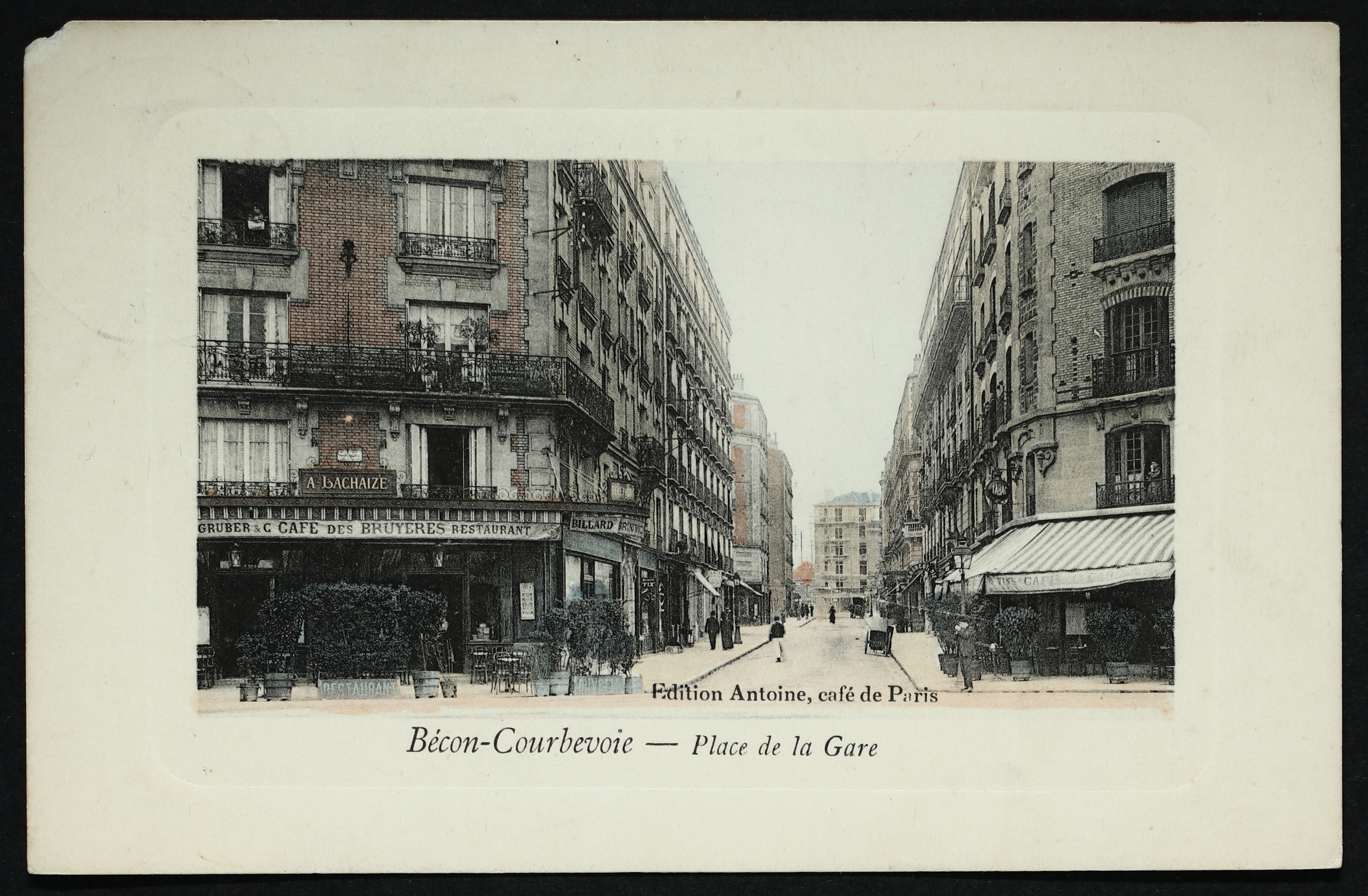
La place Sarrail, autrefois appelée place de la Gare.

Depuis les années 1960 jusqu'en 2016, la place était marquée par des conceptions urbanistiques faisant la part belle à l'automobile.
La requalification de la place Sarrail a permis à la fois des aménagements paysagers et fonctionnels (tels qu'une meilleure accessibilité de la gare), avec un espace piétonnier accru, avec une mise en plateaux (chaussée et trottoirs de niveau), et une attractivité commerciale plus forte. Le coût total a été de 1.000.000 d'euros (HT) pour la place, couvert à 48% par le département.
Cette requalification accompagne la réhabilitation de la gare, et s'inscrit dans la continuité des travaux réalisés sur les avenues de la Liberté (2012) et Gallieni (2014). L'aménagement de 6 petits espaces verts, ainsi que l'emploi de pavés pour le trottoir, réaffirment l'identité villageoise du lieu.

## Bâtiments remarquables et lieux de mémoire
- La Gare de Bécon-les-Bruyères.